# Aleuropteryx dorsalis
Aleuropteryx dorsalis är en insektsart som beskrevs av Meinander 1998. Aleuropteryx dorsalis ingår i släktet Aleuropteryx och familjen vaxsländor. Inga underarter finns listade i Catalogue of Life.